# Maurizio Ignazio Fresia
Maurizio Ignazio Fresia, barone d'Oglianico (Saluzzo, 1º agosto 1746 – Parigi, 3 novembre 1826), è stato un generale e nobile italiano naturalizzato francese.

## Biografia

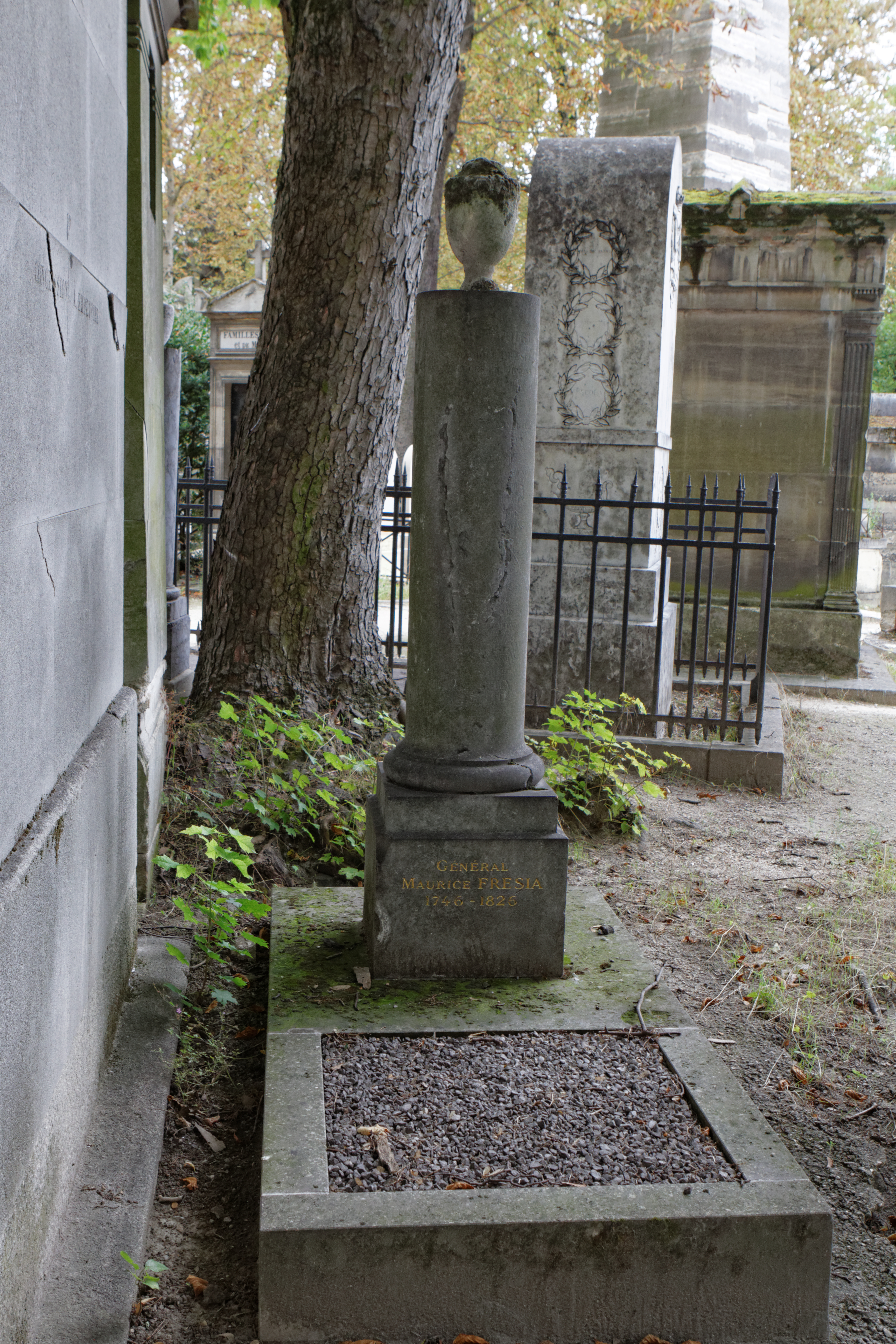
Tomba al cimitero di Père-Lachaise.

Ammesso all'Accademia Reale di Torino nel mese di ottobre 1758, il giovane Fresia entrò come cornetta nel reggimento dei dragoni al servizio del Re di Sardegna il 17 aprile 1766 e diventò assistente maggiore il 26 aprile 1776. Passò successivamente capitano il 7 agosto dello stesso anno, maggiore il 27 settembre 1787, tenente colonnello del reggimento del Chiablese (dragoni) il 3 agosto 1790 e infine colonnello dello stesso reggimento il 15 marzo 1793. 

Nel corso della guerra che il Regno di Sardegna sosteneva contro la Francia, Fresia combatté nelle file dell'esercito piemontese e nel 1796 comandò i cavalli leggeri del re con il grado di brigadiere quando il Piemonte venne invaso dall'esercito francese agli ordini di Napoleone Bonaparte. Fresia continuò a servire la corona sabauda fino alla pace di Cherasco. 
Quando il re Vittorio Amedeo fu costretto nell'anno VI ad abbandonare il Piemonte per ritirarsi in Sardegna, Fresia offrì i suoi servigi alla Francia e si unì all'Armata d'Italia, dove le sue doti e il suo coraggio lo misero in mostra.
Incaricato, all'inizio della campagna di quest'anno, del comando di una brigata di dragoni nella divisione del generale Jacques Maurice Hatry, è il 26 marzo 1799 nella battaglia che si svolge sotto le mura di Verona. Ottenne presto il comando di tutte le truppe piemontesi. Fu presente nella battaglia di Verderio, sull'Adda, dove dovette combattere contro le forze superiori per numero di russi e austriaci e al termine della quale dovette capitolare con 2 500 uomini. Tornato poco dopo nell'esercito francese, Fresia fu nominato generale di brigata il 3 aprile 1802. Nel mese Germinale dell'anno XI, venne investito dalla 19º divisione militare del comando del dipartimento dell'Alta Loira fino al successivo di mese di Messidoro, quando si recò a Montpellier per organizzare la Legione del Sud, composta da piemontesi. Successivamente Fresia si recò ad Auxonne dove continuò i suoi doveri e organizzò tre battaglioni in questa città, due dei quali furono imbarcati sulla flotta di Rochefort.
Membro della Legion d'onore il 19 Frimario anno XII, fu nominato Commendatore dell'Ordine lo stesso anno. L'Italia assistette alle sue gesta durante le campagne dell'anno XIV e del 1806 che fece agli ordini del maresciallo Andrea Massena. Dopo essersi unito poco dopo alla Grande Armata in Prussia con una divisione di corazzieri, Fresia ottenne il grado di maggior generale il 3 giugno 1807 e in questa veste comandò un corpo di cavalleria straniero nella battaglia di Friedland. 

Nel dicembre dello stesso anno ricevette l'ordine di prendere il comando della cavalleria del 2º corpo di osservazione della Gironda, con il quale entrò in Spagna. Non poté impedire la resa di Bailén firmata dal generale Dupont ma non fu incluso nella disgrazia della maggior parte dei generali che parteciparono alla vicenda. 

Al suo ritorno in Francia, Napoleone lo nominò Barone dell'Impero, lo insignì comandante della 18ª divisione militare di Digione e, nel 1809, gli affidò un'importante missione presso la corte toscana. Gli diede quindi l'ordine di unirsi alla Grande Armata come capo dei reggimenti di cavalleria organizzati in Italia.
Dopo la campagna d'Austria, tornò nella penisola per prendere il comando della 4ª divisione militare del regno. Morto l'ammiraglio Villaret de Joyeuse, Fresia ottenne il governo provvisorio di Venezia, partecipò alla campagna per la Sassonia nel 1813 a capo di una divisione di cavalleria poi, divenuto comandante delle Province Illiriche di cui Fouché era governatore generale, pose in stato di difesa il castelli di Leybach e Trieste. 
Quando queste province vennero evacuate, si recò in Piemonte per riprendere il comando di una delle divisioni dell'esercito di riserva che si stava organizzando nel paese. 

Incaricato l'11 febbraio 1814 di difendere Genova e il suo fiume, resistette fino al 18 aprile quando concluse con il tenente generale britannico William Bentinck una convenzione e lasciò Genova con gli onori militari. 
Dopo aver riportato le sue truppe in Francia, un ordine del re lo nominò cavaliere di San Luigi. 

In pensione dal 24 dicembre dello stesso anno e naturalizzato francese il 7 dicembre 1814, il generale Fresia fissò la sua residenza a Parigi dove morì il 3 novembre 1826. È sepolto nel Père-Lachaise (24ª divisione).